# Distrikt Hermilio Valdizán
Der Distrikt Hermilio Valdizán liegt in der Provinz Leoncio Prado in der Region Huánuco in Zentral-Peru. Der Distrikt wurde am 27. Mai 1952 gegründet. Benannt wurde der Distrikt nach Hermilio Valdizán (1885–1929), ein peruanischer Arzt und Schriftsteller.
Der Distrikt Hermilio Valdizán besitzt eine Fläche von 122 km². Beim Zensus 2017 wurden 3725 Einwohner gezählt. Im Jahr 1993 lag die Einwohnerzahl bei 3497, im Jahr 2007 bei 3793. Verwaltungssitz des Distriktes ist die auf einer Höhe von 1250 m gelegene Ortschaft Hermilio Valdizán mit 317 Einwohnern (Stand 2017). Hermilio Valdizán befindet sich 20 km nordöstlich der Provinzhauptstadt Tingo María.

## Geographische Lage
Der Distrikt liegt im Nordosten der Provinz Leoncio Prado. Er liegt am Westhang der Cordillera Azul, einem Höhenzug der peruanischen Ostkordillere.
Der Distrikt Hermilio Valdizán grenzt im Süden an den Distrikt Daniel Alomía Robles, im Westen an den Distrikt Luyando, im Norden an den Distrikt Pueblo Nuevo sowie im Osten an den Distrikt Padre Abad (Provinz Padre Abad).